# Војнички шлем
Војнички шлем (енгл. combat helmet) је део личне ратне опреме војника и старешина за заштиту главе од хладног и пешадијског оружја, парчади и куглица артиљеријских зрна или авионских бомби, или појединих тврдих предмета.

## Историја
Шлемови су међу најстаријим облицима личне заштитне опреме и познато је да су их носили Акађани/Сумери у 23. веку пре нове ере, микенски Грци од 17. века пре нове ере, Асирци око 900. п. н. е., стари Грци и Римљани, током средњег века, па све до краја 17. века од стране многих бораца. Њихови материјали и конструкција постајали су све напреднији како је оружје постајало све моћније. Првобитно направљени од коже и месинга, а затим од бронзе и гвожђа током бронзаног и гвозденог доба, убрзо су у многим друштвима после око 950. године нове ере у потпуности били направљени од кованог челика. У то време, они су били чисто војна опрема, штитећи главу од сечућих удараца мачевима, летећим стрелама и маскетама ниским брзинама. Гвоздени шлемови су распоређени у коњицу Малиског царства да би заштитили коњанике и њихове коње.

### Стари век
Још у гробницама Месопотамије пронађени су војнички шлемови од бронзе и злата (вероватно владарски) употребљавани око 3.000. п. н. е. Имала их је и војска Старог Египта, израђивани су од чврстих тканина и ојачани металним плочицама. Асиррски шлемови били су од топљеног гвожђа (конусни или овални) с покретним деловима за заштиту лица.
У Грчкој коринтски и дорски шлем имали су облик маске која је заклањала лице, а атички је имао само нособран; сви су имали гребен и перјаницу у облику четке. Лакше наоружани ратници носили су шлем од коже или филца са металним врхом. Украшавани су различитим украсима (Александар Македонски, на пример, носио је шлем украшен белим крилима).
Римска војска у доба републике носила је кожни шлем, а касније од метала (лат. cassis): велити кожни, коњаници бакарни, а центуриони и конзули позлаћени с укасима од сребра и високим перјаницама. Посебну врсту уских шлемова носили су заставници (стегоноше): лице им је било покривено, а подбрадак је био јаче истурен.
Келтски шлемови су кугласти са ширим ојачањима на темену. Германи прихватају тип шлемова римских војника; њихови коњаници носе шлемове у облику животињске главе са разјапљеним чељустима. Гали шлемове израђују од коже, а затим од метала. Трачани и Илири имају шлемове сличне грчким, са гребеном и великом перјаницом.

### Средњи век
Војске средњовековних држава задржале су шлемове сличне античким. Од 10. до 12. века носе се ниски и лаки шлемови конусног облика, а у 13. веку у облику преврнутог лонца. У 14. и 15. веку у пешадији и коњици преовлађује шлем сферног облика са штитом за врат и визиром. Коњаници носе гломазне шлемове, јер испод њих имају плетену и панцирну капу. У 15. веку у Баварској и Саксонији војници су носили гвоздене шлемове у облику овалног шешира, са штитником за браду и лице повезаним са прсним оклопом; под утицајем готичког стила на шлемове је уграђиван шиљасти врх.

#### Јужни Словени
Војске средњовековне Србије, Босне и Хрватске носе шлемове од оковане коже, плетене гвоздене жице (у облику капуљаче) или кованог гвожђа. Били су разног облика: конусног - германског, лончастог - римског и са извученим шиљастим врхом. У 12. веку носи се и дубоки шлем са прорезом за очи. Војска Твртка I (1353-1391) у Босни имала је и кациге у облику високог лонца равних страна, са избоченим теменом и прорезима за очи.

### Нови век
У 16. веку носе се затворени шлемови са визиром, али у 17. веку, са ширењем ватреног оружја, њихова употреба опада: до краја века задржавају га само копљаници (морион) и тешка коњица. Француска војска прва је избацила из употребе све врсте шлемова; уводи их поново крајем 18. века у неким коњичким јединицама (кирасири, коњичка гарда и драгони). У 19. веку шлем је у опреми коњице готово свих армија. У Наполеоново доба поново су уведени кирасити коњички шлемови за кирасире и драгуне у неким војскама које су наставиле да користе француске снаге током Првог светског рата све до 1915. године.
Први светски рат и његова повећана употреба артиљерије обновили су потребу за челичним шлемовима, при чему су француски адријан шлем и британски броди шлем били први модерни челични шлемови коришћени на бојном пољу, након чега је убрзо уследило усвајање сличних челичних шлемова, као што је шталхелм код других зараћених народа. Такви шлемови су штитили главу од гелера и фрагмената.
Данашње војске често користе висококвалитетне шлемове направљене од балистичких материјала као што су кевлар и тварон, који нуде побољшану заштиту. Неки шлемови такође имају добре небалистичке заштитне квалитете, против претњи као што су потресни ударни таласи од експлозија.
Многи данашњи борбени шлемови су прилагођени захтевима модерног ратовања и надограђени STANAG шинама да служе као платформа за монтажу камера, видео камера и VAS плашта за монтажу уређаја за ноћно осматрање.
Pочевши од раног 20. века, борбени шлемови су често били опремљени покривачима шлемова како би пружили већу камуфлажу. Постојале су две главне врсте покривача — камуфлажне мреже су раније биле широко коришћене, али већина модерних борбених шлемова уместо њих користи маскирне платнене навлаке.
До краја 20. века, почевши од 1970-их и 1980-их, нови материјали као што су кевлар и тварон почели су да замењују челик као примарни материјал за борбене шлемове, у настојању да побољшају смањење тежине и балистичку заштиту, као и заштиту од трауматских повреда мозга. Ова пракса се и даље наставља у 21. веку, уз даљи напредак и усавршавање коришћених влакана, дизајна и облика кациге и повећане модуларности. Рани системи кацига овог новог дизајна су амерички PASGT, шпански MARTE, италијански SEPT-2 PLUS и британски Mk6.

## Постава
Постава се користи за негирање потресних повреда. Истраживачи из Националне лабораторије Лоренс Ливермор објавили су 2011. студију која је закључила да је додавање поставе од ⅛ инча (3 мм) смањује силу удара у лобању за 24%.

## Модерно доба
Пешадија поново добија шлемове тек у Првом светском рату: челични шлем појавио се тек у условима рововског рата, јер је глава војника рањавана више него остали делови тела.